# Robert Fortet
Robert Fortet (né le 1er mai 1912 à Boulazac et mort le 4 juillet 1998 à Saint-Jean-Bonnefonds) est un mathématicien français qui a travaillé en théorie des probabilités et sur les processus stochastiques.

## Biographie
Fortet fait des études secondaires au Prytanée militaire de la Flèche, dans l'Orne, puis entre à l'École normale supérieure en 1931. Agrégé de mathématiques en 1934, ll soutient une thèse d'État en 1939 sous la direction de René Maurice Fréchet (« Sur l'itération des substitutions algébriques linéaires à une infinité de variables et ses applications à la théorie des probabilités en chaîne »). Il est assistant de Georges Darmois à Paris et chargé de cours à l'Université Caen-Normandie, en remplacement de Ludovic Zoretti. Il est nommé professeur à Caen en 1946. À partir de 1952, il est professeur à la Sorbonne et y succède en 1960 à Darmois sur la chaire de théorie des probabilités et physique mathématique. Pendant vingt ans, Fortet dirige une unité de recherche du CNRS en tant que directeur de recherche. Après les réformes de 1968, il fonde et dirige, jusqu'à son éméritat en 1980, le Laboratoire de Probabilités et Modèles Aléatoires (LPMA) mis en place à son initiative (1960). Depuis 1951, il est aussi professeur à l’École supérieure de physique et de chimie industrielles de la ville de Paris.

## Recherche
Dans sa thèse de doctorat, Fortet traite de chaînes de Markov avec un nombre infini dénombrable d'états, qu'il considère dans des espaces de Banach. Dans ce cadre il démontre en 1937 avec Wolfgang Döblin un théorème ergodique (redémontré un peu plus tard indépendamment par Kōsaku Yosida et Shizuo Kakutani). Dans les années 1940, Fortet travaille sur l'équation de la chaleur et il démontre un théorème général d'existences avec des méthodes probabilistes (comme la loi du logarithme itéré et des principes de réflexion)
En 1950, 1955 et 1960, Fortet participe aux deuxième, troisième et quatrième Berkeley Symposium on Mathematical Statistics and Probability. En 1954, il est conférencier invité au Congrès international des mathématiciens à Amsterdam(« Convergence de la répartition empirique vers la répartition théorique, pour des éléments aléatoires généraux »).
En 1973, Fortet devient membre correspondant de l'Académie des sciences.
Parmi ses élèves, il y a Albert Badrikian, Édith Mourier, André Blanc-Lapierre (1915-2001) et Jacques Neveu (1932-2016).
Sur le rôle de Fortet, l'appréciation de Bru et Neveu :
« Fortet, dont la culture théorique et appliquée est considérable, est appelé à intervenir dans tous les projets scientifiques français où la théorie moderne des probabilités joue un rôle. Il y fera preuve d’une grande habileté politique et de qualités humaines rares dont ses nombreux élèves et tous ceux qui l’ont approché et aimé peuvent témoigner (...) Engagé dans d’innombrables opérations de promotion et d’enseignement du calcul des probabilités et de ses applications, Fortet se trouve ainsi être le successeur naturel d’Émile Borel qui avait entrepris de faire de Paris un centre international des applications du calcul des probabilités. »

## Publications (sélection)
- [1937] Robert Fortet et Wolfgang Doeblin, « Sur des chaînes à liaisons complètes », Bulletin Soc. Math. France, vol. 65,‎ 1937, p. 132-148 (lire en ligne).
- [1950] Robert Fortet, Calcul des probabilités, Paris, Centre national de la recherche scientifique, coll. « Monographies du Centre d'études mathématiques en vue des applications », 1950, 330 p. (SUDOC 006870961). — Note : « Texte mis au point après discussions avec MM. Allard, Destouches, Frechet [et al] »
- [1951] Robert Fortet, « Processus stationnaires et de Markov », dans Louis de Broglie, La cybernétique, théorie du signal et de l'information, Paris, Éditions de la Revue d'optique théorique et instrumentale, 1951 (SUDOC 135012880).
- [1953] André Blanc-Lapierre et Robert Fortet (préf. Georges Darmois), Théorie des fonctions aléatoires : applications à divers phénomènes de fluctuation, Paris, Masson, 1953Avec un chapitre sur la mécanique des fluides par J. Kampé de Fériet. — Traduction anglaise Theory of random functions, vol. 1, Gordon and Breach (1967)
- [1965] Robert Fortet, Éléments de la théorie des probabilités, Paris, CNRS, 1965, 2e éd.. — Traduction anglaise : Elements of probability theory, Gordon and Breach (1971),  (ISBN 0-677-02110-0)